# Nicola Rizzoli
Nicola Rizzoli (* 5. října 1971 Mirandola) je italský fotbalový rozhodčí, občanským povoláním architekt. Řídit zápasy v nižších soutěžích začal v roce 1998, v roce 2002 debutoval v Serii A. Roku 2007 byl zařazen na listinu mezinárodních rozhodčích FIFA, pískal na mistrovství Evropy ve fotbale 2012 a 2016 i na mistrovství světa ve fotbale 2014. Nejvýznamnějšími zápasy, které řídil, bylo finále Evropské ligy UEFA 2009/10, finále Ligy mistrů UEFA 2012/13 a finálový zápas MS 2014 mezi Německem a Argentinou.
V letech 2011 až 2016 obdržel šestkrát za sebou cenu Gran Galà del Calcio pro nejlepšího italského rozhodčího, Mezinárodní federace fotbalových historiků a statistiků ho v letech 2014 a 2015 vyhlásila nejlepším sudím světa. Dostal také cenu pro nejlepšího rozhodčího na Euru 2016. Vydal autobiografickou knihu Che gusto c’è a fare l’arbitro.
K jeho kontroverzním verdiktům patřilo, když v zápase kvalifikace MS 2018 mezi Walesem a Irskem udělil Garethu Baleovi za likvidační zákrok na Johna O'Sheu žlutou kartu místo červené, kritizován byl také za výkon v Derby d'Italia mezi Juventusem a Interem 5. února 2017.